# نوپسرها تسمانی
نوپسرها تسمانی یک گونه سوسک از خانوادهٔ سوسک‌های شاخک‌دراز است. استفان فون برونینگ در سال ۱۹۵۸ این گونه را توصیف و بررسی کرد.